# Funaria chevalieri
Funaria chevalieri är en bladmossart som beskrevs av Potier de la Varde 1943. Funaria chevalieri ingår i släktet spåmossor, och familjen Funariaceae. Inga underarter finns listade i Catalogue of Life.